# Капитоло-Коста (Савона)
Капитоло-Коста је насеље у Италији у округу Савона, региону Лигурија.
Према процени из 2011. у насељу је живело 171 становника. Насеље се налази на надморској висини од 433 м.